# Dolomedes titan
Dolomedes titan là một loài nhện trong họ Pisauridae.
Loài này thuộc chi Dolomedes. Dolomedes titan được Lucien Berland miêu tả năm 1924.